# The Eagle's Eye
The Eagle’s Eye é um seriado estadunidense de 1918, dirigido por George Lessey, Wellington A. Playter, Leopold Wharton e Theodore Wharton, em 20 capítulos, estrelado por King Baggot e Marguerite Snow. O seriado, produzido pelo Whartons Studio, veiculou nos cinemas dos Estados Unidos entre 27 de março e 7 de agosto de 1918.
Este seriado é considerado perdido.

## Elenco
- King Baggot	 ...	Harrison Grant
- Marguerite Snow	 ...	Dixie Mason

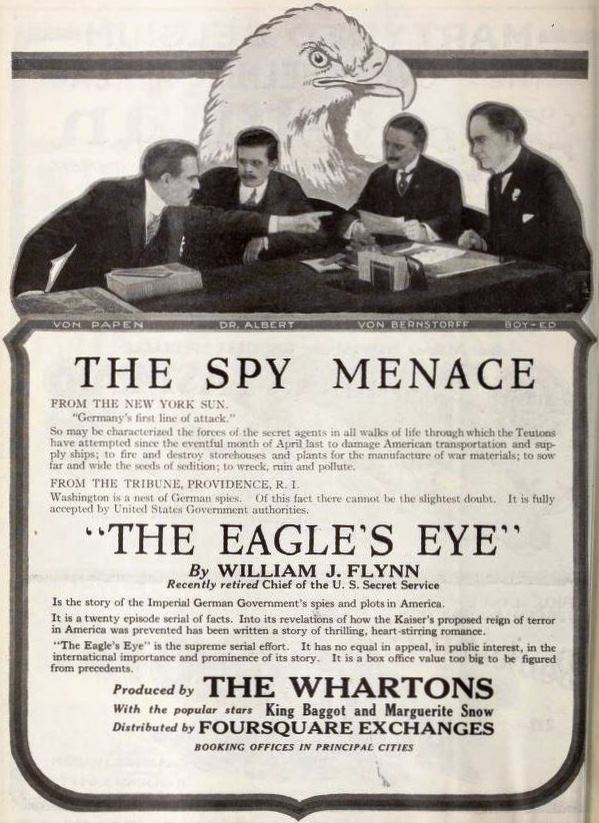
Anúncio do seriado.

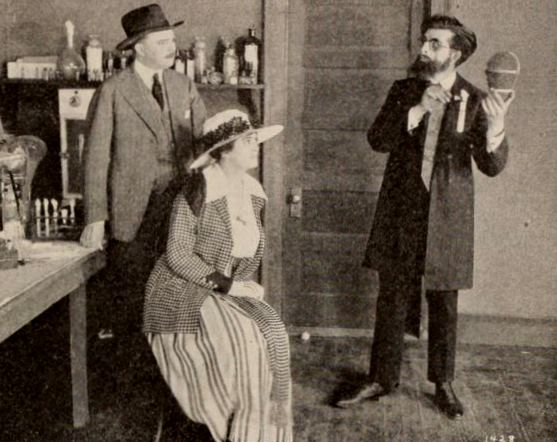
Cena do seriado The Eagle's Eye (1918) com Fred C. Jones, Marguerite Snow, e William Bailey, p. 21 de 6 de julho de 1918, Exhibitors Herald.

- William Bailey	 ...	Heinrich von Lertz
- Florence Short	 ...	Madame Augusta Stephan
- Bertram Marburgh	 ...	Conde Johann von Bernstorff
- Paul Everton	 ...	Capitão Franz von Papen
- John P. Wade	 ...	Capitão Karl Boy-Ed (creditado John Wade)
- Fred C. Jones	 ...	Dr. Heinrich Albert
- Wellington A. Playter	 ...	Franz von Rintelen
- Louise Hotaling
- Louis C. Bement	 ...	Tio Sam
- Allan Murnane
- F.W. Stewart
- Robin H. Townley
- Bessie Wharton	 ...	Mrs. Blank
- Frances White

## Capítulos
1. Hidden Death
2. The Naval Ball Conspiracy
3. The Plot Against the Fleet
4. Von Rintelen, the Destroyer
5. The Strike Breeders
6. The Plot Against Organized Labor
7. Brown Port Folio
8. The Kaiser's Death Messenger
9. The Munitions Campaign
10. The Invasion of Canada
11. The Burning of Hopewell
12. The Canal Conspirators
13. The Reign of Terror
14. The Infantile Paralysis Epidemic
15. The Campaign Against Cotton
16. The Raid of the U-53
17. Germany's U-Base in America
18. The Great Hindu Conspiracy
19. The Menace of the I.W.W.
20. The Great Decision